# Ереванский государственный институт театра и кино
Ереванский государственный институт театра и кино (ЕГИТиК, арм. Երևանի թատրոնի և կինոյի պետական ինստիտուտ, ԵԹԿՊԻ) — высшее учебное заведение в Ереване, Армения, готовящее специалистов в областях театрального искусства и кинематогрenафии.
Был основан в 1944 году как Ереванский театральный институт, в 1953 году был объединён с Ереванским художественным институтом и действовал в составе новообразованного Ереванского художественно-театрального института по 1994 год. С 1994 года, после разделения Ереванского государственного художественно-театрального института на Ереванскую государственную художественную академию и Ереванский государственный институт театрального искусства, приобретает самостоятельность и действует по настоящее время под названием Ереванский государственный институт театра и кино.

## История

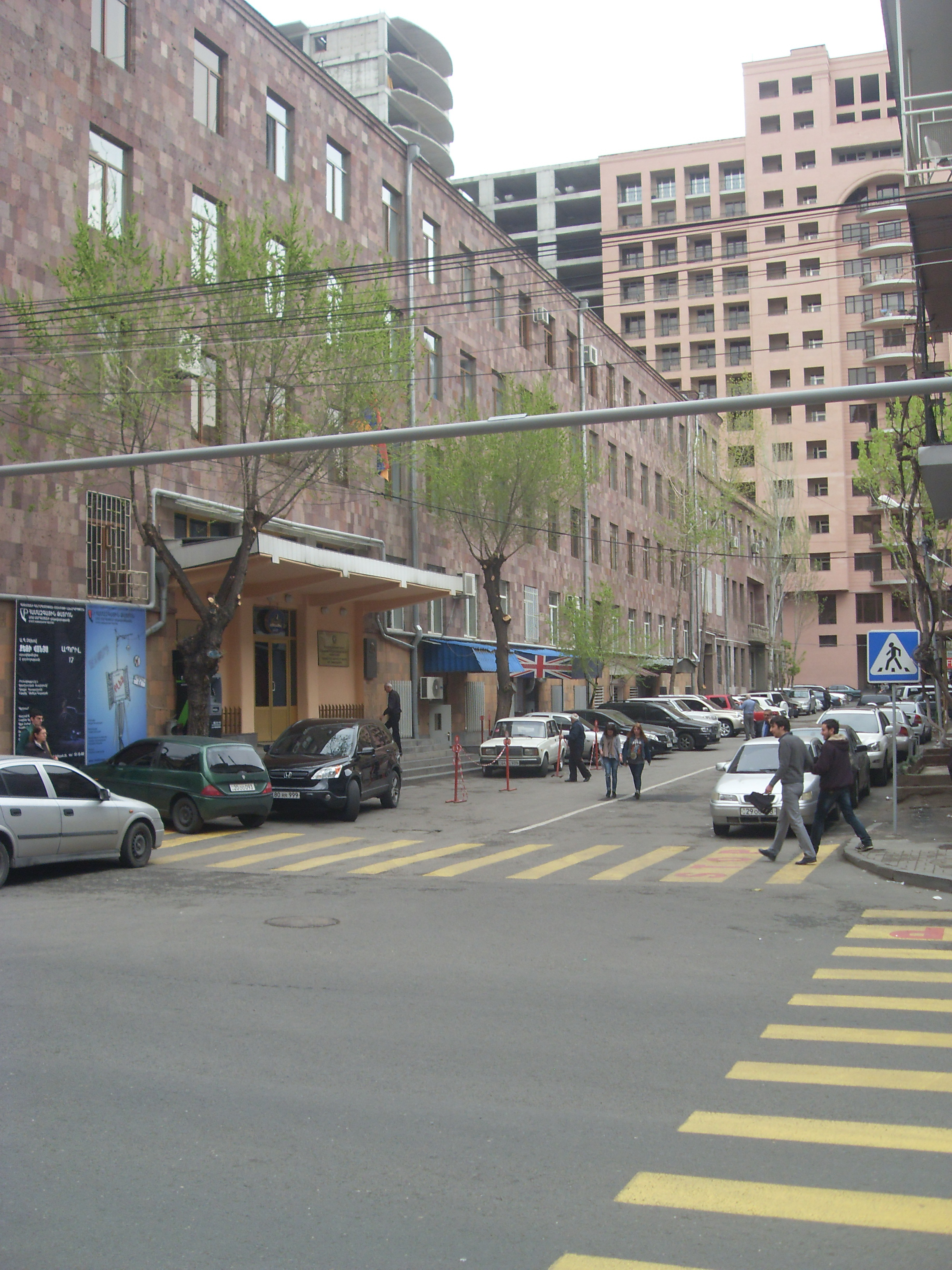
Здание университета

С целью подготовки профессиональных актёров и специалистов в областях театра и кино, в 1944 был основан Ереванский театральный институт.

Институт имел три отделения:
- актерское,
- режиссёрское,
- театроведческое.

Начиная с 1950 года, численность поступающих в высшие учебные заведения республики, в том числе Ереванский художественный институт и в Ереванский театральный институт, сокращается (фактор ВОВ), и правительством принимается решение их объединения. В результате слияния театрального и художественного институтов, в 1953 году, формируется и основывается новое высшее учебное заведение — Ереванский художественно-театральный институт. В дальнейшем, Ереванский художественно-театральный институт переименуется в Ереванский государственный художественно-театральный институт, который просуществовал до 1994 года. С установлением независимости в Армении и в связи с насущными требованиями времени и нового политического порядка, в 1994 году принимается правительственное решение о разделении Ереванского государственного художественно-театрального института на два самостоятельно действующих вуза — Ереванский государственный институт театрального искусства и Ереванскую государственную художественную академию. Таким образом, в 1994 году основываются Ереванский государственный институт театрального искусства, который в 1999 году переименуется в Ереванский государственный институт театра и кино.

## Специальности и специализации
В институте обучение ведется по 12-ти основным специальностям.
- Актерское искусство: актер — драматического театра, музыкального театра, театра пантомимы, кукольного театра, театра эстрады и цирка; телеведущий.
- Режиссура: режиссёр драматического театра, режиссёр музыкального театра, режиссёр эстрады и массовых мероприятий, режиссёр игровых фильмов, режиссёр документальных фильмов.
- Танцевальное искусство.
- Киноискусство: режиссёр игрового фильма, режиссёр документального фильма, режиссёр анимационного фильма, режиссёр киномонтажа, телережиссёр, звукорежиссёр.
- Театроведение.
- Киноведение.
- Литературное творчество.
- Операторское искусство.
- Изобразительное искусство: сценограф, художник кино и телевидения[8], художник мультипликатор.
- Социально-культурная деятельность (менеджмент искусства).
- Компьюторное художественное проектирование.
- Дизайн сценической одежды.

И целому ряду узких специализаций.

## Факультеты
В 2011—2012 учебном году в институте были открыты три факультета:
- Театра.
- Кино, телевидения и анимации.
- Теории и истории искусства, управления (менеджмент искусства).

### Факультет театра
Был создан в 2011 году в результате реорганизации факультета театра и кино.
Специальности:
- актерское искусство,
- режиссура,
- режиссура хореографии.
- хореография

Специализации:
- актер драматического театра,
- актер музыкального театра,
- актер пантомимы,
- актер кукольного театра,
- актер театра марионеток,
- актер эстрадных и массовых мероприятий,
- ведущий,
- режиссёр драматического театра,
- режиссёр музыкального театра,
- режиссёр эстрадных и массовых церемоний,
- режиссёр кукольного театра и театра марионеток.

#### Кафедры
- Кафедра режиссуры и актерского мастерства.
- Кафедра сценической речи, сценического движения и сольной песни.

### Факультет кино, телевидения и анимации
Основан в 2011 году.
Специальности:
- киноискусство,
- операторское дело,
- живопись.

Специализации:
- режиссура игрового фильма,
- режиссура документального фильма,
- телережиссёр,
- звукорежиссёр,
- кинооператор,
- художник-декоратор сцены,
- художник-декоратор кино,
- дизайнер сценической одежды.

На факультете действуют кафедры
- кино и телевидения,
- изобразительного искусства и анимации.

#### Кафедра кино и телевидения
Основана в 2001 году, с 2011 года кафедра переименована в — кино и телевидения.
Специализации:
- режиссура игрового фильма,
- режиссура документального фильма,
- режиссура анимационного фильма,
- телережиссура,
- режиссура рекламы и видеоклипов,
- звукорежиссура,
- кинооператорство.

#### Кафедра изобразительного искусства ианимации
Основана в 2011 году и охватывает следующие специализации:
- сценография,
- кинодекоратор,
- художник анимации.

### Факультет теории и истории искусства, управления (менеджмент искусства)
Основан в 2011 году в состав вошли кафедры:
- истории и теории искусства,
- менеджмента сценического искусства (управления) и социально-культурной деятельности,
- гуманитарных наук.

Специальности:
- театроведение
- киноведение
- литературное творчество
- социально-культурная деятельность (менеджмент искусства)

#### Кафедра истории и теории искусства
Охватывает несколько направлений искусствоведения:
- искусство театра,
- искусство кино,
- история изобразительного искусства и музыки,
- литературное творчество.

По специальностям:
- литературное творчество (образовательная программа, рассчитанная на получение степени бакалавра),
- актерское искусство,
- режиссура,
- театроведение,
- режиссура танца (режиссёр-балетмейстер),
- искусство кино,
- операторское искусство,
- социально-культурная деятельность,
- сценография,
- киноведение (образовательная программа рассчитанная на получение степени магистра).

#### Кафедра менеджмента искусства и социально-культурной деятельности
Основана в 2011 г., в состав кафедры вошло также отделение «социально-культурное управление», основанное в 2003 году.
На кафедре преподаются следующие специальные дисциплины:
- менеджмент искусства,
- история рекламы,
- PR
- маркетинг,
- экономика,
- экология,
- правоведение,
- социология искусства,
- история театра,
- навыки управления и коммуникации.

#### Кафедра гуманитарных предметов
была основана в 1944 году. На кафедре преподаются следующие предметы:
- история армянской литературы,
- история русской литературы,
- история зарубежной литературы,
- армянский язык,
- русский язык,
- иностранный язык,
- история Армении,
- философия,
- мифология,
- теория литературы,
- основы языкознания,
- история религии,
- психология искусства,
- культурология,
- обряды и обрядовые действия.

## Обучение
Количество студентов в головном вузе — 795, в филиалах — 214 (по состоянию на 2015 год).
Обучение в вузе ведется в двух формах:
- очной,
- заочной,

по образовательным программам бакалавриата и магистратуры, с продолжительностью обучения соответственно 4 и 2 года.
В институте организуется также вневузовское аспирантское обучение (очная и заочная форма). По окончании института выпускникам выдается документ, свидетельствующий о высшем образовании — государственный диплом. ЕГИТиК тесно сотрудничает с рядом университетов и академий в ближнем и дальнем зарубежье. Студенты института участвуют в республиканских и международных творческих конкурсах, фестивалях, становятся победителями, лауреатами, призерами. Начиная с 1961 года в институте учатся иностранные студенты (в том числе зарубежные армяне) из Российской Федерации, США, Грузии, Сирии, Ливана, Иранской Исламской Республики, Иордании, Болгарии и др. стран.

Учебный процесс организуется в специализированных и поточных аудиториях, мастерских, кино- и видеозалах, в павильонах. В учебном театре — 225 мест. Этот театр считается репертуарным и действует весь год. В институте имеются богатая специализированная библиотека (более 40 000 книг), фильмо- и видеотека. Институт издает ежемесячный сборник «Андес» (арм. «Հանդես»), где печатаются научные и учебно-методические работы преподавателей и студентов.

## Филиалы
Вуз имеет филиалы в трех городах республики:
- Гюмри
- Ванадзор
- Горис

### Гюмрийский филиал
Гюмрийский филиал был сформирован по решению Правительства РА № 231 в 1997 году и является единственным действующим высшим учебным заведением в Ширакской области по обучению театральному искусству.

Прием и обучение в филиале осуществляется по следующим специальностям:
- актерское искусство (актер драматического театра и кино),
- режиссёр драматического театра,
- телережиссура (телережиссёр),
- операторское дело (кинооператор),
- хореография (танцевальное искусство),
- сценография (художник сцены).

На заочном и очном отделениях филиала учатся около 110 студентов.
С 2007—2008 учебного года филиал перешел на двухстепенную учебную систему: бакалавриата и магистратуры, была внедрена кредитная система. Учебный процесс организовывается по учебным планам и программам, подтвержденным головным вузом и соответствующим современным нормативам.
Имеются кафедры:
- актерского мастерства и режиссуры,
- киноискусства,
- искусствоведения,
- гуманитарных предметов.

Неотделимой частью учебного процесса является Студенческий театр института. Проводятся конкурсы по специализированным предметам: сценическая речь, вокал, танцы, в том числе — «лучший актерский этюд», «лучшая режиссёрская работа», «лучшая тематическая фотография». Студенты филиала пополняют труппы Гюмрийский драматический театр им. В.Ачемяна и Гюмрийский кукольный театр им. С. Алиханяна, теле- и радиокомпании. Многие из студентов продолжают своё послевузовское обучение в аспирантуре. В филиале действует подготовительное отделение.

### Ванадзорский филиал
Решением правительства РА № 1283 от 25.09.2003 года, 9 декабря 2003 года открылся Ванадзорский филиал ЕГИТиК, с отделениями:
- актерское искусство — 6 студентов
- режиссура — 6 студентов.

Согласно приказу министра образования и науки РА № 698 от 21.10.03 приемные экзамены были проведены в 2003 году с 12-го по 20 ноября.
В 2005—2006 учебном год открылось отделение:
- киноискусство

В 2008—2009 учебном году:
- режиссура танца,
- операторское искусство.

В 2009—2010 учебном году открылось заочное отделение по специальности:
- режиссура танца

2010—2011 учебном году:
- менеджмент искусства.

В 2011-2012 учебном году открылись отделения магистратуры, по специальностям:
- актерское искусство,
- режиссура
- киноискусство.

До 2012 года филиал окончили 55 студентов. В 2012 году — 16 студентов. В настоящее время в институте учатся 78 студентов.

### Горисский филиал
Горисский филиал ЕГИТиК был создан в 2004 году на основании решения правительства РА № 547. Решением № 3 заседания Ученого совета ЕГИТиК от 17 ноября 2005 года был утвержден устав филиала, а также было дано поручение представить устав в Госрегистр для его дальнейшей регистрации. Дата регистрации 27 декабря 2007 года.
Специальности:
- актерское искусство,
- режиссура,
- режиссура танца,
- кинооператорское искусство.

Первый прием был проведен только на отделение актерское искусство, по специальности — актер театра и кино.
В 2004—2005 учебном году поступило 10 студентов, 2005—2006 учебный год — 9 студентов, 2006—2007 учебный год — 5 студентов, 2007—2008 учебный год — 8 студентов, 2008—2009 учебный год — 4 студента, 2009—2010 учебный год — 7 студентов, 2010—2011 учебный год — 4 студентов, 2011—2012 учебный год −12 студентов. В филиале учатся 25 студентов. В качестве курсовых и дипломных работ были поставлены следующий спектакли:
- «Рождество в доме сеньора Купьелло» — Эдуардо де Филиппо,
- «Эй, кто-нибудь», «Игроки в Пинг-понг», «Голодные» — Уильяма Сарояна,
- «Чудо-ребенок» — З. Халатяна,
- «Полночная кража» — Мирослава Митровича,
- «Слушайте повеление царя», «Хозяин и слуга», «Кот и пес» по мотивам сказок — Ованеса Туманяна,
- «Иностранный жених», «Когда в доме нет глаз» — Арамашота Папаяна,
- «Полковник Птица» — Христо Бойчева

На фестивале «Театральный Лори» студенты удостоились призов в номинациях:
- «Лучший ансамбль»,
- «Лучший молодой актер»,
- «Лчшая молодая актриса».

## Ректорат и преподавательский состав
В вузе преподают лучшие деятели культуры и искусства Республики Армения, известные не только на родине, но и за рубежом — народные артисты, победители Международных театральных фестивалей, конкурсов, лауреаты Государственных премий, в том числе — 39 профессоров, 38 доцентов, 102 лекторов и преподавателей.

### Ректоры института
- Вавик Вартанян 1949—1952
- Ара Саргсян 1953—1959
- Мартин Зарян 1959 — 19(?)
- Ваагн Мкртчян 19(?) — 1994
- Ваге Шахвердян 1994—1997
- Сос Саркисян 1997—2005
- Грачья Гаспарян 2005—2010
- Армен Мазманян 2010—2014
- Давид Мурадян 2014 — н. в.

### Преподавательский состав и известные выпускники
В разные годы преподавали и окончили:
Абаджян Владимир, Абрамян Хорен, Вагаршян Вагарш, Валентин Вартанян, Рузанна Вартанян, Гулакян Армен, Дживелегов Алексей, Зарян Ваграм, Кочарян Карен, Малян Генрих, Манарян Ерванд, Манукян Гуж, Вардан Мирзоян, Мкртчян Фрунзик, Мсрян Владимир, Мурадян Эдвард, Оганесян Нерсес, Погосян Микаэл, Ризаев Сабир, Саркисян Сос, Симонян Метаксия, Сокуров Александр,Шамирханян Тигран, Элбакян Артур, Элбакян Эдгар, Аладжян Марат